# Henry, Duke of Cumberland and Strathearn

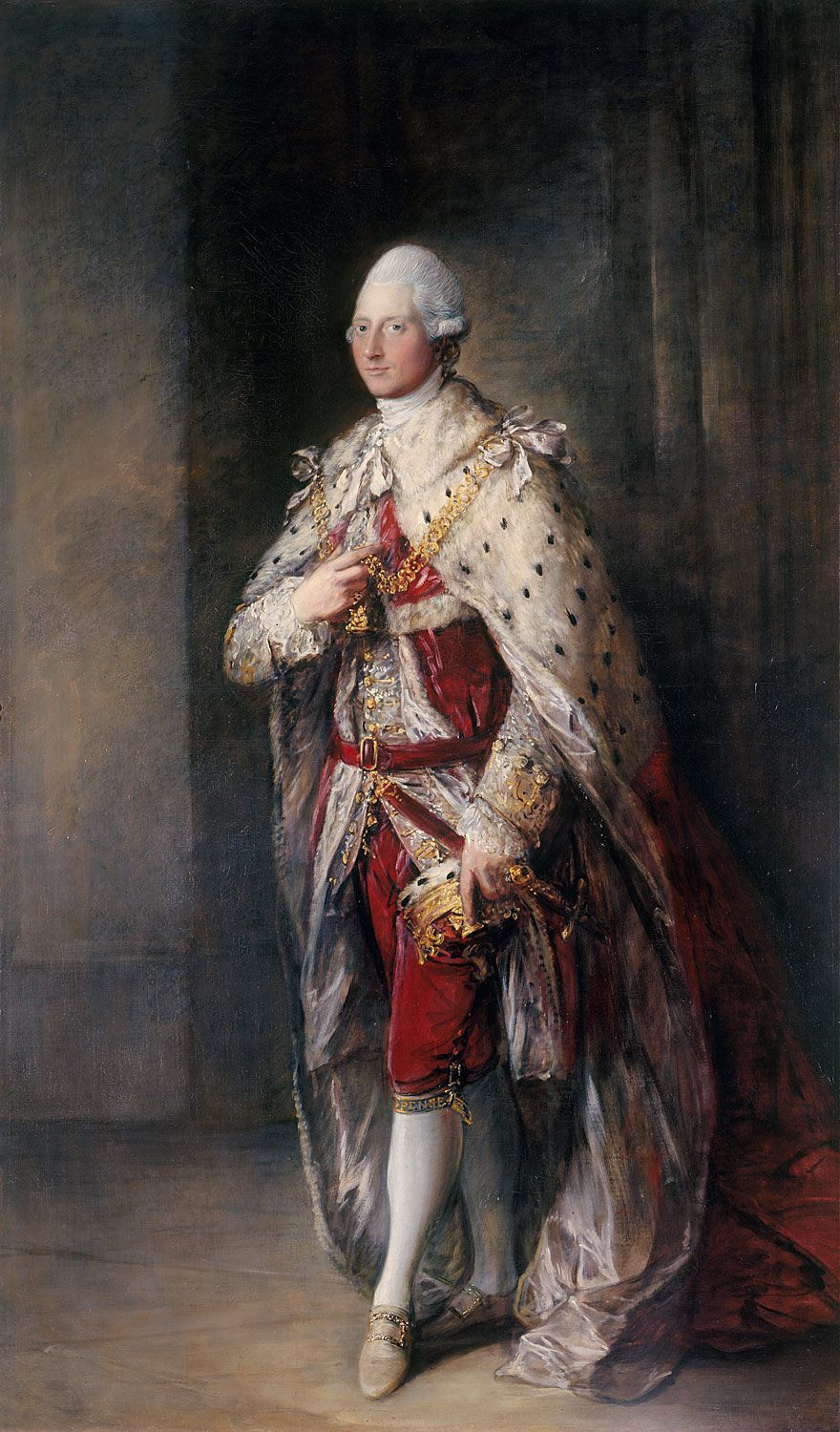
Henry, Duke of Cumberland and Strathearn

Henry Frederick, Duke of Cumberland and Strathearn (* 27. Oktoberjul. / 7. November 1745greg. in Leicester House, London; † 18. September 1790 ebenda) war ein britischer Prinz.

## Leben
Henry war der vierte Sohn Friedrich Ludwigs von Hannover und dessen Ehefrau Augusta und damit ein jüngerer Bruder von König Georg III. Am 22. Oktober 1766, kurz vor seinem 21. Geburtstag, wurde er zum Duke of Cumberland, Duke of Strathearn und Earl of Dublin erhoben.
Er trat 1768 in die Royal Navy ein und stieg dort bis zum Admiral auf.
Es wurde behauptet, dass er am 4. März 1767 heimlich eine einfache Bürgersfrau, Olive Wilmot (später Mrs. Payne) heiratete. Obgleich die Vaterschaft des Dukes nie nachgewiesen wurde, hatten sie angeblich ein Kind, Olivia Wilmot (1772–1834). Seine Heirat am 2. Oktober 1772 mit Lady Anne Horton (oder Houghton; die Tochter von Simon Luttrell, 1. Earl of Carhampton, und Witwe von Christopher Horton of Catton Hall) war Auslöser für den Royal Marriages Act 1772, der es jedem Nachkommen Georgs II. verbot, ohne Zustimmung des Monarchen zu heiraten.
James Cook benannte die Cumberland Islands vor der Küste Australiens und Cumberland Bay in der Antarktis nach ihm.

## Ahnentafel
| Ahnentafel Henry, Duke of Cumberland and Strathearn | Ahnentafel Henry, Duke of Cumberland and Strathearn                                                 | Ahnentafel Henry, Duke of Cumberland and Strathearn                                              | Ahnentafel Henry, Duke of Cumberland and Strathearn                                                                  | Ahnentafel Henry, Duke of Cumberland and Strathearn                                                            | Ahnentafel Henry, Duke of Cumberland and Strathearn                                                                     | Ahnentafel Henry, Duke of Cumberland and Strathearn                                                                     | Ahnentafel Henry, Duke of Cumberland and Strathearn                                                                 | Ahnentafel Henry, Duke of Cumberland and Strathearn                                                                 |
| --------------------------------------------------- | --------------------------------------------------------------------------------------------------- | ------------------------------------------------------------------------------------------------ | --- | --- | --- | --- | --- | --- |
| Ururgroßeltern                                      | Kurfürst Ernst August von Braunschweig-Lüneburg (1629–1698) ⚭ 1658 Sophie von der Pfalz (1630–1714) | Fürst Georg Wilhelm von Braunschweig-Lüneburg (1624–1705) ⚭ 1676 Eleonore d’Olbreuse (1639–1722) | Markgraf Albrecht II. von Brandenburg-Ansbach (1620–1667) ⚭ 1651 Sophie Margarete zu Oettingen-Oettingen (1634–1664) | Herzog Johann Georg I. von Sachsen-Eisenach (1634–1686) ⚭ Johanetta von Sayn-Wittgenstein (1626–1701)          | Herzog Ernst I. von Sachsen-Gotha-Altenburg (1601–1675) ⚭ 1636 Elisabeth Sophia von Sachsen-Altenburg (1619–1680)       | Herzog August von Sachsen-Weißenfels (1614–1680) ⚭ 1647 Anna Maria von Mecklenburg (1627–1669)                          | Herzog August von Sachsen-Weißenfels (1614–1680) ⚭ 1647 Anna Maria von Mecklenburg (1627–1669)                      | Fürst Johann VI. von Anhalt-Zerbst (1621–1667) ⚭ 1649 Sophie Auguste von Schleswig-Holstein-Gottorf (1630–1680)     |
| Urgroßeltern                                        | König Georg I. (1660–1727) ⚭ 1682 Sophie Dorothea von Braunschweig-Lüneburg (1666–1726)             | König Georg I. (1660–1727) ⚭ 1682 Sophie Dorothea von Braunschweig-Lüneburg (1666–1726)          | Markgraf Johann Friedrich von Brandenburg-Ansbach (1654–1686) ⚭ 1681 Eleonore von Sachsen-Eisenach (1662–1696)       | Markgraf Johann Friedrich von Brandenburg-Ansbach (1654–1686) ⚭ 1681 Eleonore von Sachsen-Eisenach (1662–1696) | Herzog Friedrich I. von Sachsen-Gotha-Altenburg (1645–1691) ⚭ 1669 Magdalena Sibylle von Sachsen-Weißenfels (1648–1681) | Herzog Friedrich I. von Sachsen-Gotha-Altenburg (1645–1691) ⚭ 1669 Magdalena Sibylle von Sachsen-Weißenfels (1648–1681) | Fürst Karl Wilhelm von Anhalt-Zerbst (1652–1718) ⚭ 1676 Sophia von Sachsen-Weißenfels (1654–1724)                   | Fürst Karl Wilhelm von Anhalt-Zerbst (1652–1718) ⚭ 1676 Sophia von Sachsen-Weißenfels (1654–1724)                   |
| Großeltern                                          | König Georg II. (1683–1760) ⚭ 1705 Caroline von Brandenburg-Ansbach (1683–1727)                     | König Georg II. (1683–1760) ⚭ 1705 Caroline von Brandenburg-Ansbach (1683–1727)                  | König Georg II. (1683–1760) ⚭ 1705 Caroline von Brandenburg-Ansbach (1683–1727)                                      | König Georg II. (1683–1760) ⚭ 1705 Caroline von Brandenburg-Ansbach (1683–1727)                                | Herzog Friedrich II. von Sachsen-Gotha-Altenburg (1676–1732) ⚭ 1696 Magdalena Augusta von Anhalt-Zerbst (1679–1740)     | Herzog Friedrich II. von Sachsen-Gotha-Altenburg (1676–1732) ⚭ 1696 Magdalena Augusta von Anhalt-Zerbst (1679–1740)     | Herzog Friedrich II. von Sachsen-Gotha-Altenburg (1676–1732) ⚭ 1696 Magdalena Augusta von Anhalt-Zerbst (1679–1740) | Herzog Friedrich II. von Sachsen-Gotha-Altenburg (1676–1732) ⚭ 1696 Magdalena Augusta von Anhalt-Zerbst (1679–1740) |
| Eltern                                              | Prinz Friedrich Ludwig (1707–1751) ⚭ 1736 Augusta von Sachsen-Gotha-Altenburg (1719–1772)           | Prinz Friedrich Ludwig (1707–1751) ⚭ 1736 Augusta von Sachsen-Gotha-Altenburg (1719–1772)        | Prinz Friedrich Ludwig (1707–1751) ⚭ 1736 Augusta von Sachsen-Gotha-Altenburg (1719–1772)                            | Prinz Friedrich Ludwig (1707–1751) ⚭ 1736 Augusta von Sachsen-Gotha-Altenburg (1719–1772)                      | Prinz Friedrich Ludwig (1707–1751) ⚭ 1736 Augusta von Sachsen-Gotha-Altenburg (1719–1772)                               | Prinz Friedrich Ludwig (1707–1751) ⚭ 1736 Augusta von Sachsen-Gotha-Altenburg (1719–1772)                               | Prinz Friedrich Ludwig (1707–1751) ⚭ 1736 Augusta von Sachsen-Gotha-Altenburg (1719–1772)                           | Prinz Friedrich Ludwig (1707–1751) ⚭ 1736 Augusta von Sachsen-Gotha-Altenburg (1719–1772)                           |
| Henry, Duke of Cumberland and Strathearn            | |                                                                                                  | | | | | | |

## Titel
- 1745–1766: His Royal Highness Prince Henry Frederick of Wales
- 1766–1790: His Royal Highness The Duke of Cumberland and Strathearn